# Spilogona septemnotata
Spilogona septemnotata este o specie de muște din genul Spilogona, familia Muscidae. A fost descrisă pentru prima dată de Zetterstedt în anul 1845. Conform Catalogue of Life specia Spilogona septemnotata nu are subspecii cunoscute.